# Incestophantes crucifer
Incestophantes crucifer es una especie de araña araneomorfa del género Incestophantes, familia Linyphiidae. Fue descrita científicamente por Menge en 1866.
Se distribuye por Europa, Rusia (Europa a Siberia Occidental). El cuerpo de esta especie mide aproximadamente 2,2-2,7 milímetros de longitud. Habita en brezales y pinares abiertos.